# Institut d'Estudis Occitans
L’Istituto di Studi Occitani (in occitano: Institut d'Estudis Occitans; in francese: Institut d'études occitanes; acronimo: IEO) è un'associazione culturale nata in Francia nel 1945 su iniziativa di un gruppo di giovani scrittori della Resistenza francese con lo scopo della salvaguardia e della promozione della cultura e della lingua occitana. L'IEO, riconosciuto un'istituzione di pubblica utilità nel 1949, si occupa dell'armonizzazione e normalizzazione di tutti i lavori concernenti la cultura occitana nel suo insieme.
L'Istituto di Studi Occitani è costituito da una federazione di sezioni regionali (Limosino, Aquitania, Linguadoca, Midi-Pirenei e Provenza) e dipartimentali (in una trentina di dipartimenti del sud della Francia), da sedi nelle Valli Occitane del Piemonte e nella Val d'Aran in Spagna, così come a Parigi.
L'IEO pubblica una rivista, "Anem ! Occitans !", che per la sua tiratura è una delle maggiori riviste in lingua occitana.

## Presidenti
- 1945 - 1952: Jean Cassou
- 1952 - 1957: Max Rouquette
- 1957 - 1959: Pierre Azéma
- 1959 - 1962: Robert Lafont
- 1962 - 1980: Pierre Bec
- 1980 - 1981: Patrick Choffrut
- 1981 - 1986: Alain Giacomo
- 1986 - 1997: Robert Marty
- 1997 - 2001: Philippe Carbonne
- 2001 - 2010: David Grosclaude
- 2010 - : Pierre Brechet